# Симонян, Тарон Цолакович
Таро́н Симоня́н (род. 1979) — армянский художник и фотограф.

## Биография
Родился в Армении в 1979 году. Отец — скульптор, Цолак Симонян, мать — филолог, Анаит Минасян. Семья жила в Санкт-Петербурге с 1963 года. В Петербурге Тарон окончил художественную школу и поступил на факультет реставрации живописи в Государственную Художественную Академию барона А. Л. Штиглица, но реставрация не стала делом его жизни, и Тарон продолжил своё обучение в Германии, где, начиная с 1996 года, провел множество выставок.
В 2006 году Тарон проявил себя в качестве профессионального фотографа и провел персональную выставку «Цветы Японии» в Национальной галерее Армении.
В 2010 году Тарон Симонян выступил в качестве куратора нескольких выставок в рамках армяно-турецкого проекта «Speaking One to Another», посвященного геноциду армян 1915 года, а также организовал скульптурную выставку Цолака Симоняна в Национальной Галерее Армении, Ереван.

## Образование
- 1990—1995 Средняя художественная школа (Санкт-Петербург)
- 1995—2001 Промышленно-художественная академия барона фон Штиглица, реставрация и живопись (Санкт-Петербург)
- 2002—2003 Художественная школа дизайна (Германия)

## Выставки
- 1994 Совместная выставка Санкт-Петербург — Ахен (David-Hansemann-Schule)
- 1995 Совместная выставка в Blankenese (Гамбург)
- 1996 Совместная выставка армянского искусства в Musenstal (Гамбург)
- 1998 Летняя совместная выставка в академии барона фон Штиглица (Санкт-Петербург)
- 1998—2001 Индивидуальная выставка «Армянское искусство» в Kirche Laurensberg (Ахен)
- 1999 Индивидуальная выставка KunstHause (Метман)
- 2000 Индивидуальная выставка в галерее Barbara Botz pr Andrath (Майорка)
- 2003 Индивидуальная выставка в Музее Национального Искусства Армении (Ереван)
- 2004 Индивидуальная выставка в галерее «Gramm» (Eutin)
- 2005 Совместная выставка в Maritim Golf SportHotel (Timmendorfer Strand)
- 2006 Индивидуальная выставка «Japan flowers» в Национальной Галерее Армении.
- 2007 Индивидуальная выставка «Japan flowers» в City Hall (Армавир, Армения)
- 2008 Выставка на фестивале документальных фильмов Faito doc Festival (Неаполь, Италия)[1]
- 2010 Индивидуальная выставка Прогулка по Петербургу в Доме Национальностей, правительство СПб, комитет по внешним связям. (Россия, Санкт-Петербург)[2][3]
- 2010 Индивидуальная выставка Армения и Япония. Взгляд изнутри в галерее «LIRIO» Мориока, Япония.
- 2010 Индивидуальная выставка Армения и Япония. Взгляд изнутри в галерее «ESSE» Саппоро, Япония[4].
- 2010 Куратор армяно-турецкого проекта «Speaking One to Another», посвященного геноциду армян 1915 года. Ереван (Армения), Стамбул (Турция)
- 2010 Куратор персональной выставки скульптора Цолака Симоняна, Национальная Галерея Армении, Ереван